# مصرف القابض الإسلامي للتمويل والاستثمار
مصرف القابض الإسلامي للتمويل والاستثمار مصرف عراقي أهلي أُسس عام 2017، يبلغ رأس المال للمصرف 250 مليار دينار.